# Fukuivenator
Fukuivenator (il cui nome significa "cacciatore della Prefettura di Fukui") è un genere estinto di dinosauro teropode coelurosauride vissuto nel Cretaceo inferiore, circa 127-115 milioni di anni fa, in Giappone. L'unica specie ascritta a questo genere è F. paradoxus.

## Descrizione
Il Fukuivenator era un dinosauro di media taglia, con una lunghezza massima di circa 2,45 metri e un peso di circa 25 kg. Alcuni tratti distintivi dell'animale sono dovuti ai denti che nella parte anteriore della premascella avevano una vaga forma a spatola, mentre nella parte posteriore, nella mascella, i denti erano appuntiti e ricurvi. Il collo dell'animale era piuttosto lungo, per via delle vertebre particolarmente allungate. Per via di questi adattamenti evolutivi si pensa che il Fukuivenator non fosse esclusivamente carnivoro, ma che potesse variare la sua dieta anche con alimenti vegetali in uno stile alimentare onnivoro.
L'anatomia generale del corpo del Fukuivenator mostra una combinazione unica di caratteristiche primitive ed evolute dei coelurosauri. Un'analisi filogenetica, eseguita dall'équipe di scienziati che ha studiato i fossili di Fukuivenator, ha classificato l'animale come appartenente al clade dei maniraptoriformes, non riuscendo tuttavia ad avvicinarlo a nessuna delle famiglie di maniraptoriformes (ornithomimosauria, maniraptorani e/o Ornitholestes), e le sue caratteristiche che lo fanno assomigliare particolarmente ad un dromaeosauridae, sono state identificate come un caso di evoluzione convergente, identificandolo come un "falso raptor".

## Storia della scoperta

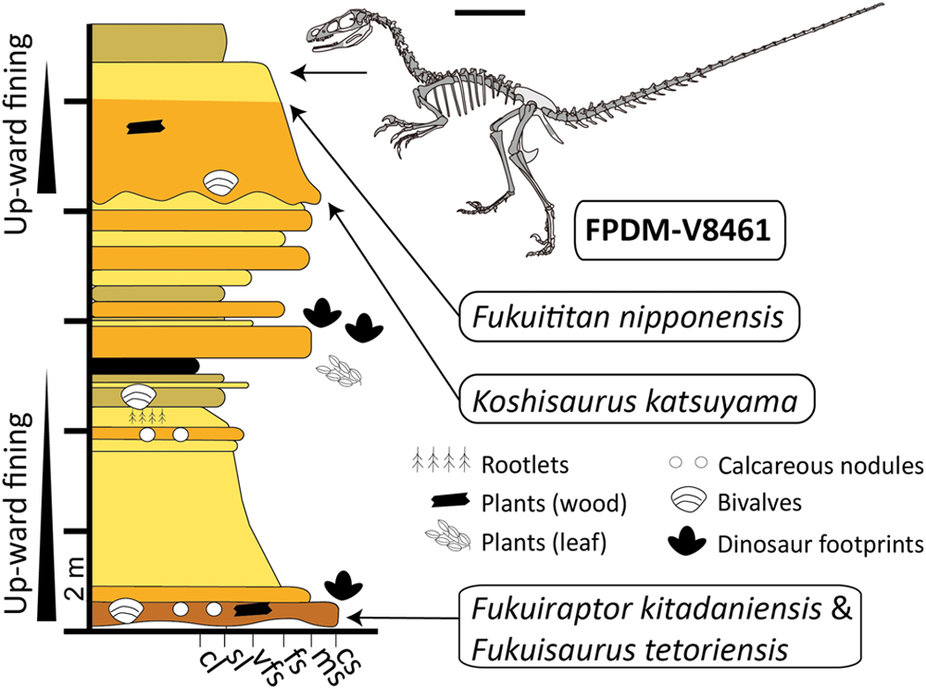
Ricostruzione dello scheletro e mappa stratigrafica

La specie tipo, Fukuivenator paradoxus, fu descritta e nominata dai paleontologi Yoichi Azuma, Xu Xing, Masateru Shibata, Soichiro Kawabe, Kazunori Miyata e Takuya Imai, nel 2016. Il nome generico, Fukuivenator, combina la parola Fukui, ossia la Prefettura di Fukui, luogo del ritrovamento del fossile, con il termine latino "venator" ossia "cacciatore". Il nome specifico, paradoxus indica il paradossale insieme di caratteristiche che caratterizzano la specie.
L'olotipo, FPDM-V8461, fu ritrovato nell'agosto del 2007, in quella che è oggi la Formazione Kitadani, risalente al Barremiano-Aptiano, circa 127 e 115 milioni di anni. L'olotipo è costituito da uno scheletro parziale comprendente il cranio. L'olotipo di F. paradoxus è attualmente il fossile di dinosauro non-aviario più completo mai trovato in Giappone. I resti sono stati ritrovati in articolazione, e comprendono ben 160 ossa e frammenti di ossa, tutti recuperati da una superficie di roccia di 50 cm quadrati.

## Paleobiologia

### Dieta
Per via del lungo collo e della sua dentatura eterodonta, che probabilmente avevano anche estremità esterne appiattite, gli autori hanno suggerito che il Fukuivenator non fosse un carnivoro puro, ma che fosse adattato ad una dieta più erbivora o almeno onnivora.